# Éric Berne
Pour les articles homonymes, voir Berne (homonymie).
 (novembre 2015).
Éric Berne , né à Montréal (Canada) (sous le nom d'Éric Bernstein), le 10 mai 1910, mort le 15 juillet 1970, psychiatre américain, fondateur de l'analyse transactionnelle.
Né dans une famille juive émigrée d'Europe de l'Est, il étudie la médecine à l'Université McGill, puis la psychiatrie à l'université Yale aux États-Unis, et devient citoyen américain en 1939.
Établi en Californie en 1946, il y élève sa famille tout en menant une carrière très chargée en psychiatrie (hôpital, clinique, services conseils pour l'armée et cabinet privé).
Dans les années 1950, Berne est toujours inspiré par Freud, mais prend ses distances par rapport à la psychanalyse. Il cherche à développer un outil thérapeutique efficace et rapide, donc moins coûteux et accessible à tous. Il met au point des concepts originaux dont il fait état dans plusieurs articles scientifiques. Lors de la parution de son ouvrage Transactional Analysis and Psychotherapy, en 1961, sa théorie fait déjà parler d'elle dans les milieux psychothérapeutiques et psychiatriques. En 1964, Berne et ses collègues fondent l'International Transactional Analysis Association (ITAA), qui existe toujours aujourd'hui.